# Lev Dourov
Pour les articles homonymes, voir Dourov.
Lev Konstantinovitch Dourov (en russe : Лев Константи́нович Ду́ров), né le 23 décembre 1931 à Moscou et mort le 20 août 2015 dans la même ville, est un acteur de théâtre et cinéma soviétique, puis russe,. Il s'est également démarqué dans le doublage des films et dessins animés. L'artiste a consacré presque cinquante ans de sa vie au Théâtre sur Malaïa Bronnaïa où il était en même temps acteur et metteur en scène et qu'il dirigeait de 2003 à 2006. Il est distingué Artiste du peuple de l'URSS en 1990.

## Biographie
Dourov fait ses études à l'École-studio du Théâtre d'Art académique de Moscou, chez Sergueï Blinnikov et Sergueï Guerassimov. Diplômé en 1954, il devient acteur du théâtre central pour enfants. Il y fait connaissance d'Anatoli Efros qui, en 1963, prend la direction du théâtre du Lenkom et l'invite dans sa troupe. Il le suit également en 1967, au Théâtre sur Malaïa Bronnaïa, où il devient lui-même metteur en scène à la sortie des Cours supérieurs de formation des scénaristes et réalisateurs en 1978. Parallèlement, il participe aux spectacles de l'École de la pièce de théâtre contemporaine (ru).
Sa carrière cinématographique commence à Mosfilm en 1954, avec la comédie Dobroïe Outro. Il a en tout joué dans plus de deux-cents films. Acteur de genre, Dourov crée une panoplie de personnages inoubliables à l'image de son comte de Tréville dans D'Artagnan et les Trois Mousquetaires (1978). Il a quand même à son actif quelques rôles principaux, notamment dans le film d'aventures musical qui connait un grand succès N’aie pas peur, je suis avec toi où il incarne un maître de karaté (1981). Il est lauréat de plusieurs prix prestigieux dont le dernier aux Turandot de cristal en 2006 rend hommage à l'ensemble de son œuvre.
L'artiste est inhumé au cimetière de Novodevitchi.

## Filmographie partielle
- 1964 : Je m'balade dans Moscou (Я шагаю по Москве) de Gueorgui Danelia : le policier
- 1970 : Une journée tranquille à la fin de la guerre de Nikita Mikhalkov : soldat allemand
- 1972 : Le Quatrième (Четвёртый) de Aleksandr Stolper : Vandecker
- 1972 : Boumbarache (Бумбараш) de Nikolaï Racheïev et Abram Naroditski : meunier
- 1973 : La Grande Récréation (ru) (Большая перемена) d'Alekseï Korenev
- 1973 : Dix-sept Moments de printemps (Семнадцать мгновений весны) de Tatiana Lioznova : agent Klaus (série télévisée en douze épisodes)
- 1978 : La Fleur écarlate (Аленький цветочек) d'Irina Povolotskaïa : le marchand
- 1978 : D'Artagnan et les Trois Mousquetaires de Gueorgui Jungwald-Khilkevitch : comte de Tréville
- 1981 : N’aies pas peur, je suis avec toi (ru) (Не бойся, я с тобой) de Youli Gussman
- 1982 : Les Cloches rouges 2 (Красные колокола. Фильм 2) de Sergueï Bondartchouk : Grigori Schreider
- 1987 : L'Homme du boulevard des Capucines (Человек с бульвара Капуцинов) de Alla Sourikova : le fabricant de cercueils
- 1994 : Le Maître et Marguerite de Iouri Kara : Matthieu-Lévi
- 1981 : Les Adieux à Matiora d'Elem Klimov : contremaître

### Doublage
- 1978 : Les Trois de Prostokvachino (Трое из Простоквашино, Troye iz Prostokvachino) de Vladimir Popov : Charik, le chien
- 1980 : Les Vacances à Prostokvachino (Каникулы в Простоквашино, Kanikouli v Prostokvachino) de Vladimir Popov : Charik, le chien
- 1981 : Le Chien botté (Пёс в сапогах) de Efim Gamburg : chien du pêcheur
- 1981 : Les Aventures de Vassia Kourolessov (Приключения Васи Куролесова) de Vladimir Popov : Rachpil, escroc
- 1984 : L'Hiver à Prostokvachino (Зима в Простоквашино, Zima v Prostokvachino) de Vladimir Popov : Charik, le chien